# Theodorico, o Imperador do Sertão
Theodorico, o imperador do sertão (média-metragem) é um documentário brasileiro que foi ao ar no programa Globo Repórter, na terça-feira, 22 de agosto de 1978, apresentado por Sérgio Chapelin.

## Produção
Este documentário foi produzido a partir de um alerta do cartunista Henfil à equipe da Rede Globo de Televisão, para que fosse documentada a história de um dos últimos coronéis nordestinos ainda vivo, Teodorico Bezerra. A produção possibilitou ver a influência que o mesmo tinha no interior do Rio Grande do Norte e que, mesmo com 75 anos de idade, ainda exercia o domínio completo de suas terras e das pessoas a sua volta, tendo uma fazenda com seu próprio "modus vivendi", aos quais seus moradores estavam todos submetidos.
É a primeira grande obra que se tem notícia sobre a vida do "majó" Theodorico Bezerra. Mostra-se inovadora, embora não seja revolucionária, e critica a realidade brasileira ao problematizar, de maneira distinta, a condição do povo sertanejo do período.
No documentário, Eduardo Coutinho consegue centralizar a história em apenas um personagem, o próprio major Teodorico Bezerra, que narra inteiramente o filme de sua vida, entrevistando trabalhadores rurais e retratando a opressão do coronel diante da câmera. O documentário foi considerado, conforme Artur da Távara, "um dos melhores programas do ano", haja vista, a maneira que foi exposta por Eduardo Coutinho e sua equipe, o modo que o majó tratava a miséria do seu estado, com uma estrutura capitalista dentro de um verdadeiro feudo paternalista, exercendo na prática algumas ideias, como a defesa do socialismo, do marxismo e da poligamia em rede nacional, chocando uns e criando admiração de outros.

## História
Estabelecendo-se condições para quem quisesse morar em sua fazenda, Irapurú, Teodorico criara uma verdadeira propriedade ou um semifeudal em pleno século XX, com intuito, de fazer o controle para que não houvesse desordem, chocando com fotos da revista Playboy, versão norte-americana, nas paredes de seu quarto de pedra ou do castelinho, como diz Confessor. O referido documentário não consagra só o "majó", mas também Coutinho pela inovação na técnica usada no Globo Repórter, que procura desmascarar sem intenção de conceber o Teodorico como o "diabo do sertão". Haja vista, ele opta em não criar um personagem que represente o coronelismo, repleto de "rígidos traços típicos sociais e culturais". No entanto, o cineasta ao expor a "visão de mundo do personagem, o ponto de vista específico que ele tinha sobre o mundo e sobre si mesmo", ele busca expor o major ou "majó" Teodorico Bezerra, como construção da realidade e fundamentando a sua razão de ser, sem que o filme precise declarar sua posição, com as avaliações conclusivas, sobre o que é dito e visto. O diretor escolheu levantar a questão, dando conta de um caso bem específico, sem cair em maniqueísmo. Deste modo, Teodorico é colocado como um tipo de coronel que surge e se modela no trânsito entre o novo ápice do coronelismo e seu declínio para quem não se adapta. Tal perfil de um "novo coronel", desnudo das características anteriores de truculência, jaguncismo, desacato às autoridades constituídas que lhe atrapalhassem as finalidades privadas que tinha, vestindo-se de uma aparência mais ajustada ao figurino da época - pacifismo, moradores desarmados, cooperando com as instituições governamentais -, exercendo uma autoridade que não era só pela força física, mas pela atração e pelo medo do poder que expressava.

## Repercussão
O aludido documentário, além de fugir do modelo do próprio Globo Repórter, conseguiu atingir elementos mais intrínsecos na relação entre o dominador e seus dominados, que já no título posiciona-se criticamente. Além disso, a obra, continua atual, como a falta de perspectivas sociais e econômicas do nordeste do Brasil, que, em muito, deve-se à manutenção do coronelismo como modelo de política de dominação.
Porém, o que se mostra mais interessante no documentário é a maneira com que o "Imperador do Sertão", consegue fugir das perguntas dos repórteres da TV Globo e mostra sem vergonha, o que pensa sobre política, sociedade, desemprego, comércio, agricultura entre outras coisas que para ele, deveriam permanecer intocáveis ou sobre as quais necessitavam mudar radicalmente, o exemplo que sempre dá era o modo vida que existia na sua propriedade, a fazenda Irapuru, e que seus moradores o seguiam. Sendo assim, o que se pode verificar neste documentário é que ele serviu mais para exaltar do que desqualificar a imagem do "majó" quando foi colocado em rede nacional.
Gravado no estado do Rio Grande do Norte, nos municípios Natal, Santa Cruz, São José do Campestre e na Fazenda Irapuru em Tangará, o documentário fala abertamente sobre poligamia, voto obrigatório, socialismo, suas viagens pelo mundo e sua maneira de ver as coisas e fazer política. Sendo que o que mais chamou atenção de quem assiste o documentário é a maneira de viver dos moradores da referida propriedade que pareciam mais que viviam sobre um estado de sítio dentro de uma fazenda no interior do Rio Grande do Norte, como um estado independente e ditatorial, de governo monarquista, onde eram obrigados a comunicar antecipadamente ao proprietário ou administrador da fazenda qualquer ação ou anormalidade que houvesse na propriedade, e também se eles precisassem sair dela tinham que pedir permissão. Na mesma reportagem, Teodorico, mostra para que veio, sem esconder nada, entrevista seus moradores e aparece como figura central que manda e desmanda, expõe fotografias com autoridades a nível local e nacional, as amizades que conquistou no decorrer da vida com todos os tipos de pessoas que lhes pudesse oferecer algo, a exemplo de: fazendeiros, deputados, governadores, presidentes, entre outros.
O documentário fez sucesso e beneficiou o seu principal e único protagonista, levando-o a notoriedade nacional pela maneira peculiar da sua vida e do cotidiano das pessoas que se submetiam a morar na sua fazenda, pela necessidade de sobrevivência que tinham e na referida propriedade bem ou mal encontravam meios para subsistir melhor a miséria da região. Além disso, pode-se verificar, ele se projetando como aluno que aprendeu com a vida do cotidiano, criando suas estratégias para se projetar e crescer, sendo que para isso, o mesmo fazia vaquejadas, desfiles, comícios, feiras como se pode verificar na referida obra para que assim pudesse surpreender e encantar. Na verdade, este documentário serviu para ratificar nacionalmente a figura do "majó" como um verdadeiro monarca nos sertões nordestinos para quem ainda não conhecia o cabo que se tornou "majó" e "majó" que se tornou imperador, "o Imperador do Sertão".